# Rékasi Zsigmond
Rékasi Zsigmond (Budapest, 2001. szeptember 4. –) magyar vállalkozó, slammer, költő, aktivista. Détár Enikő és Rékasi Károly fia.

## Élete
Első verseit 2015-ben, 14 éves korában írta. Eleinte az Anker't nevű szórakozóhelyen adta elő alkotásait a Slam Poetry Magyarország rendezvényein. 2016. szeptember 26-án többed magával megalapította a Renegátlástalanok nevű művészeti irányultságú mozgalmat. Idővel Ligetvédőnek állt, ahol rendszeresen került fizikai konfrontációba a hatóságokkal és biztonsági őrökkel. 2017. június 17-én részt vett egy demonstráción a Hősök Terén. Ott adta elő Ébredj Magyar! c. versét, amit Facebookra rögzítettek, ezt pedig felkapta a magyar sajtó.
2018. tavaszán diáktüntetések folytak Magyarország-szerte. Ezeken szólalt fel többször is Rékasi, majd minden rendezvény után a Renegátlástalanokkal tovább vezették a tömeget, akikkel így utakat zártak el. Pár nappal egy demonstráció után rendőrök jelentek meg otthonuknál, és lefoglalták számítógépeit, graffitivel való rongálásra hivatkozva. Azt mondta, hogy ha kell, elvállalja a büntetést mozgalmának tagjai érdekében, de végül ártatlansága bizonyosodott be, így felmentették a vádak alól. A Renegátlástalanokat tovább szervezték, és a rendőrségi botrány nyomán országosra nőtte ki magát a mozgalom.
2018 decemberében megjelent Lázadások Éjszakája c. verseskötete.
Több általa átélt utcai összetűzés, atrocitás után 2020 augusztusában létrehozta Ma Megmentelek Egyesület nevű, elsősorban közbiztonsági tevékenységet folytató nonprofit szervezetét.  A szervezet többek között éjszakai őrszolgálatot folytat a tömegközlekedési eszközökön, ahol a törvény által előírt kereteket betartva vigyáznak az utasokra, akiket gyakran zaklatás, vagy molesztálás érhet.
2022-ben létrehozta az R-SEC Kft. nevű őrző-védő vállalkozását.

## Művei

### Verseskötet
- Lázadások Éjszakája, Renegátlástalanok, Budapest, 2018[24]